# David Oliver (Produzent)
David Oliver (* 6. Februar 1880 in Uniz, Galizien, Österreich-Ungarn; † 11. November 1947 in London, Vereinigtes Königreich) war ein österreichischstämmiger, Filmproduzent beim deutschen Stummfilm.

## Leben
David Oliver stammte aus Westgalizien und war jüdischen Glaubens. Um den immer wieder aufflackernden Pogromen in seiner Heimat zu entgehen, wandte er sich nach Westen und eröffnete 1905 in Bremen ein Kino, nachdem er die geschäftlichen Möglichkeiten erkannt hatte, die ihm dieses neue Unterhaltungsmittel bot. Als Filmkaufmann erfolgreich, baute er anschließend in Hannover, Dresden, Halle und vor allem in Leipzig große Kinopaläste.
Zehn Jahre später besaß er eine eigene Filmfirma. Seine Gesellschaft, die Berliner Oliver-Film GmbH, beherrschte bei Kriegsausbruch 1914 rund 25 Prozent des deutschen Film-Marktes. Oliver leitete zudem die Nordische Films Co., war also Chef der deutschen Verleih-Organisation der seit 1906 in Kopenhagen operierenden Nordisk Film, für die Spitzenkräfte wie Urban Gad, Valdemar Psilander und Asta Nielsen arbeiteten.
Die Berliner Oliver-Film GmbH produzierte Spiel- und Dokumentarfilme. Eine der Stars war die Berliner Schauspielerin Dorrit Weixler, mit der ab 1915 mehrere Filme entstanden. Unter den Dokumentarfilmen waren Natur- und Landschaftsbilder aus der näheren wie der ferneren Umgebung, Städteporträts ebenso wie solche allgemeinbildenden bzw. volkserzieherischen Charakters und Kriegsreportagen.
Im Frühjahr 1915 erwarb Oliver von Paul Davidson dessen gesamte Union-Theater-Kette. Zusammen mit Emil Georg von Stauß und Alexander Grau gehörte er im November 1917 zu den Gründungsvätern der UFA, nachdem die Nordisk sich mit anderen deutschen Filmgesellschaften zusammengetan und die Oberste Heeresleitung unter General Erich Ludendorff ihren Segen dazu erteilt hatte.
Im März 1919 übernahm sein Geschäftsführer Heinrich Bolten-Baeckers die Oliver-Film GmbH und wandelte das Unternehmen in die B-B Film Bolten-Baeckers GmbH um. Im Jahr 1920 wurde David Oliver Vorstandsmitglied bei der Deutschen Bioscop AG, die ab dem 29. April als Decla-Bioscop AG firmierte.
In den 1920er Jahren verlagerte er das Schwergewicht seiner Unternehmungen von der Filmherstellung auf das Verleih- und Theatergeschäft. In Berlin-Charlottenburg ließ er von Hans Poelzig das Capitol-Theater mit über 1.300 Sitzplätzen erbauen. Es wurde am 20. Dezember 1925 mit dem Film Der Dieb von Bagdad eröffnet. 1929 war Oliver am Bau des mit 2.667 Plätzen damals größten Lichtspieltheaters in Europa, des prächtigen UFA-Palastes in Hamburg, beteiligt.
Nach dem 1. April 1933, als die UFA sämtliche Mitarbeiter jüdischer Abstammung entließ, kehrte Oliver Deutschland den Rücken und emigrierte nach Spanien. Dort konnte er zwar noch einmal eine eigene Firma gründen, die Iberica Films, und mit ihr einige Filme produzieren, jedoch musste nach Ausbruch des Bürgerkrieges 1936 erneut flüchten, diesmal nach England. In London half er Alexander Korda, welcher selbst Emigrant war, beim Aufbau der Denham Studios, die damals die modernsten Studioanlagen im Vereinigten Königreich darstellten. Im Jahr 1940 wurde er als Male Enemy Alien für knapp drei Monate interniert. Bis zu seinem Tode im November 1947 war er dort Leiter der Denham Studios Laboratories. Oliver wurde 67 Jahre alt.
Sein Enkel Marc Oliver, geboren 1966, ist Schauspieler und Filmproduzent in Kanada.

## Filmografie
- 1915: Die Liebesküche
- 1915: Die Jagd nach dem Glück
- 1915: Karline
- 1915: Nur nicht abergläubisch sein
- 1915: Eine Dach-Tragödie
- 1915: Der Meisterdetektiv
- 1915: Müllers Verhängnis
- 1915: Die Schwestern
- 1915: Ein kluges Herz
- 1915: Auf Hoheits Fürsprache
- 1915: Dorrits Chauffeur
- 1915: Die Mieze von Bolle
- 1915: Die Liebesprobe
- 1915: Die Macht des Schicksals
- 1915: Guido, der Erste
- 1915: Ein Affe wird gesucht
- 1915: Sein Kind aus erster Ehe
- 1915: Ein angenehmer Gast
- 1915: Schokolade und Liebe
- 1915: Guido im Paradies
- 1915: Kloster Himmelpfort
- 1915: Der Schatten am Fenster
- 1915: Die Sünde tötet
- 1915: Die Schlangentänzerin
- 1915: Durch das Löcknitzgebiet
- 1915: Bilder vom Werbellinsee
- 1916: Sabina
- 1916: Die Nixenkönigin
- 1916: Im Reich der Zwerge
- 1916: Ganz der Papa
- 1916: Garmisch-Partenkirchen
- 1916: Angelas Mietgatte
- 1916: Paulchen Semmelmann
- 1916: Soziale Fürsorge-Ausstellung Brüssel 1916
- 1916: Seine schwache Stunde
- 1916: Eine fatale Situation
- 1916: Fürst Bülow in Brunnen
- 1916: Ein helles Mädchen
- 1916: Die Erziehung zum Mustergatten
- 1916: Im Kampf um Verdun
- 1916: Nottebohms mißglückte Heirat
- 1916: Der versiegelte Bürgermeister
- 1916: Templin in der Mark
- 1916: Ein teurer Traum
- 1916: Florians Tante
- 1916: Waren am Müritzsee
- 1916: Frankenhausen am Kyffhäuser
- 1916: Wie man seinen Mann kuriert
- 1916: Freiburg an der Unstrut
- 1916: Allzuviel ist ungesund
- 1916: Rentier Knüppeldick
- 1916: Knüppeldick – nudelweich
- 1916: Schlittenfahrt auf der Hagenstraße von Schierke nach Wernigerode
- 1916: Schierke und das Bodetal
- 1916: Winter im Harz
- 1916: Der Kaukasus
- 1916: Guido und seine Kinder
- 1916: Max als Jugendwächter
- 1916: Sein Geheimnis
- 1916: Sanitätshunde
- 1916: Rund um den Rasbek
- 1916: Adam und Eva
- 1916: Das Recht der Erstgeborenen
- 1916: Eilenburg an der Mulde
- 1916: Dorrits Eheglück
- 1916: Dorritchens Vergnügungsreise
- 1916: Der Mann ohne Kopf
- 1916: Dorrit bekommt eine Lebensstellung
- 1916: Der Radiumraub
- 1916: Professor Erichsons Rivale
- 1916: Maria
- 1916: Die Havel von Potsdam nach Wannsee
- 1916: Mausi
- 1916: Kirschblüte im Elbtal
- 1916: Der Hund mit dem Monokel
- 1916: Fliegende Schatten
- 1916: Einmal und nicht wieder
- 1916: Grimma in Sachsen
- 1916: Die Wasserfälle der Stillungklamm
- 1916: Ein nettes Pflänzchen
- 1916: Die gestörte Hochzeitsnacht
- 1917: Moderne deutsche Feuerwehr
- 1917: Prinzeßchen soll heiraten
- 1917: Hindenburg hat Zahnschmerzen
- 1917: Baronin Kammerjungfer
- 1917: Der letzte am Tatort
- 1917: Schweizer Kadetten
- 1917: Die Männerfeindin
- 1917: Bulli als Heiratsvermittler
- 1917: Leichtathletische Wettkämpfe des 19. Armeekorps
- 1917: Szenen aus dem Gefangenenlager in Mannheim
- 1917: Ein Besuch des Kriegsblindenheims
- 1917: Es war ein Sonntag hell und klar
- 1917: In Bern wurde am 18. August 1917 die deutsche Werk-Bund-Ausstellung eröffnet
- 1917: Liebe und Posaunenblasen
- 1917: Paul und Teddy
- 1917: Wohne nie nebenan
- 1917: Weg mit dem Schuhzeug
- 1917: Bade zu Hause
- 1917: Die kleine Lotte und der ruppige Fritz
- 1917: Bub oder Mädel
- 1917: Wer ist Herr im Hause?
- 1917: Glück muß ein junger Mensch haben
- 1917: Onkel Doktor
- 1917: Die Sonnenfinsternis in Kalakaua
- 1917: Die möblierten Freunde
- 1917: Fantasie-Tänze
- 1917: Der Reiseonkel
- 1917: Der Herr Assessor
- 1917: Zahnarzt wider willen
- 1917: Die Jahresfeier der Fabrik Turn und Taxis in Brüssel
- 1917: Im Vereinslazarett vom Roten Kreuz der Reichsversicherungsanstalt für Angestellte
- 1917: Unsere Helden an der Somme
- 1917: Grube Cecilie
- 1917: Tuberkulose-Fürsorge
- 1917: Fiffi
- 1917: Die Pannwitz'sche Freiluftschule in Hohenlychen
- 1917: Eine Stunde in der Konsumgenossenschaftbäckerei Berlin-Lichterfelde
- 1917: In den Farbenfabriken Bayer und Co, Leverkusen bei Cöln a. Rh.
- 1917: Paulchen, der Mohrenknabe
- 1917: Paulchen im Liebesrausch
- 1917: Das Wäschermädel Seiner Durchlaucht
- 1917: Das Fräulein von der Kavallerie
- 1917: Gesucht ein Mann, der ein Mann ist
- 1917: Ballzauber
- 1917: Onkelchens Liebling
- 1917: Episoden aus der Sommeschlacht
- 1917: Ein Jagdausflug nach Berlin
- 1917: Gütertrennung
- 1917: Die weltberühmten Brunos
- 1918: Der Schockschwerenöter
- 1918: Ersatz
- 1918: Die Nacht des 24. August
- 1918: Die Königin einer Nacht
- 1918: Sie gewinnt sich ihren Mann
- 1918: Auf Tischlers Rappen
- 1918: Der Steyrer-Toni
- 1918: Der preisgekrönte Storch
- 1918: Bad Elster, die Perle in Sachsen
- 1918: Die verflixte Ähnlichkeit
- 1918: Mady will einen Affen haben
- 1918: Romeo und Julia im Seebad
- 1918: Eine Partie Schach
- 1918: Die Frau des Inspektors
- 1918: Droschke Nr. 23
- 1918: Stöpsch Indienreise
- 1918: Merseburg
- 1918: Schnurps
- 1918: Blinder Eifer
- 1918: Der siebente Kuß
- 1918: Der müde Theodor
- 1918: Die Testamentsheirat
- 1918: Der Kampf mit dem Drachen
- 1918: Mädis Herzenswunsch (Mädis Weihnachtswunsch)
- 1918: Resemanns Brautfahrt
- 1918: Hochzeitsreisende
- 1918: Sein eigenes Begräbnis
- 1918: Paulchen Pechnelke
- 1918: Paulchens Millionenkuss
- 1918: Die Frau des Staatsanwalts
- 1918: Stöpsel
- 1918: Logierbesuch in der Sommernacht
- 1918: Verkaufte Herzen
- 1918: Drei Kreuze
- 1918: Vater wider Willen
- 1918: Moritz Schnörche
- 1918: Die Rivalin
- 1918: Die Liebe, ja die Liebe
- 1918: Nachbarn
- 1918: Wie er weint und lacht
- 1918: Hofgunst
- 1919: Ein Stelldichein
- 1919: Otto Tastenschwingers Verlobung
- 1919: Der Weiberfeind
- 1919: Die Höllenmaschine
- 1919: Der Millionenbauer
- 1919: Der Onkel aus Hinterindien
- 1919: Zwei Fliegen und ein Schlag
- 1919: Unsere kleine Nachbarin
- 1919: Papas Seitensprung
- 1919: Scheidung ausgeschlossen
- 1919: Wenn der Bräutigam mit der Braut
- 1919: Bubi verlobt sich
- 1919: Ein fixer Junge
- 1919: Wie man zu einer Braut kommt
- 1919: Othello in Nöten
- 1919: Ein intimes Souper